# Gajoubert
 Gajoubert  (en occitano Ga Jaubèrt) es una población y comuna francesa, situada en la región de Lemosín, departamento de Alto Vienne, en el distrito de Bellac y cantón de Mézières-sur-Issoire.

## Demografía
| 315 | 250 | 211 | 190 | 156 | 171 | 171 |
| Para los censos de 1962 a 1999 la población legal corresponde a la población sin duplicidades (Fuente: INSEE [Consultar]) |     |     |     |     |     |     |